# Курица Везувио
Курица Везувио (англ. Chicken Vesuvio) — фирменное блюдо Чикаго, представляет собой итало-американское блюдо, приготовленное из курицы на кости и ломтиков картофеля, обжаренных с чесноком, орегано, белым вином и оливковым маслом, а затем запечённых до тех пор, пока кожа цыплёнка не станет хрустящей.
Это кассероль или запечённое блюдо, часто украшают несколькими зелеными горошками для цвета, хотя в некоторых более современных вариациях некоторые из них могут отсутствовать.
В Чикаго эту технику также часто применяют к другим продуктам, таким как «стейк Везувио», «свиные отбивные Везувио» или даже просто «картофель Везувио».
Происхождение блюда неизвестно, но некоторые предполагают, что оно могло быть популяризировано рестораном Vesuvio, который работал по адресу 15 E. Wacker Drive, Chicago, в 1930-х годах. Другие кулинарные историки предположили, что варианты курицы Везувио можно найти среди блюд из курицы традиционных кухонь южной Италии.